# Parcul „Mihai Eminescu” din Botoșani
Parcul „Mihai Eminescu”, cunoscut ca Grădina publică „Vârnav” ori „Belvedere”, este un parc din orașul Botoșani, România. Acesta a fost deschis în 1869, și la acea dată purta numele de Grădina Publică „Vârnav”, fiind pe proprietatea boierului Neculai (Nicu) Vârnav. Până în anul 1870, timp de un an, s-a perceput o taxă de intrare în grădina publică, ulterior Primăria orașului a acordat proprietarului o taxă anuală de 200 de lei, urmând să urce chiar până la 800 lei din buget pentru "amuzamentul public". Pentru a soluționa definitiv problema unui parc atât de necesar unui oraș ca Botoșanii, edilii urbei au cumpărat la 27 octombrie 1873 de la proprietarul Nicu Vârnav, casa acestuia împreună cu anexele, grădina, via și livada situate pe atunci pe strada Roset, suburbia Vrăbieni, cu prețul de 47.000 lei noi.
Cu timpul, vechea casă boierească a fostului proprietar a fost demolată, împreună cu viia acestuia, pentru a fi plantați noi arbori. Ulterior, Primăria orașului a angajat un grădinar priceput pentru a avea grijă de opulența vegetației parcului, ce a fost modernizat prin amenajarea unui lac, teatru de vară, pavilion pentru muzică, teren de sport, etc.
În anul 1887, parcul a fost vizitat de călătorul german Rudolf Bergner din Leipzig, care a fost atras de femeile frumoase ale orașului ce se plimbau pe aici: "Toaletele pariziene cele mai atrăgătoare, corsaje de atlaz albastru deschis, dantelă albă și haine de muselină sunt expuse privirilor, modul de prezentare depășind în amploare pe toate cele din București și Iași. [...]". În toamna anului 1909, când Liceul Laurian împlinea 50 de ani de la înființare, s-au făcut numeroase activități în Grădina Publică "Belvedere", la aceste festivități participând Spiru Haret, prieten al Liceului A. T. Laurian. În timpul Primului Război Mondial grădina a fost neglijată, amprenta nepăsării autorităților fiind vizibilă la tot pasul. Lacul secase, buruienile năpădise peste tot. Pe bănci și pe alei învățau elevii școlilor secundare ale căror localuri fuseseră ocupate de spitale militare.

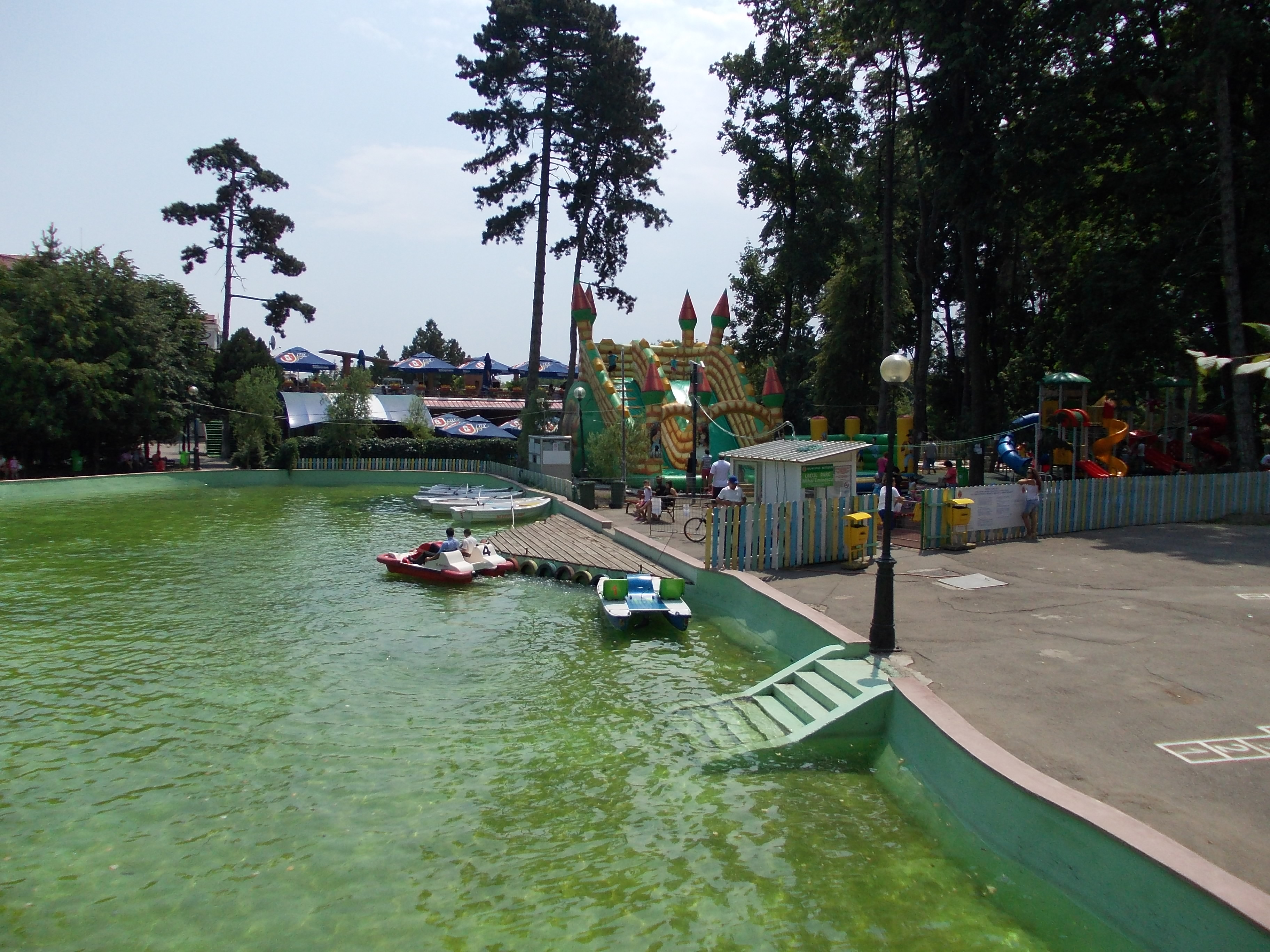
Lacul

În anul 1932, după intervenția primarului Ioan Missir, a fost instalat lângă lacul parcului, bustul lui Mihai Eminescu (fiind opera sculptorului Ion Georgescu, monument ce fusese inaugurat la 1890, primul bust Eminescu din țară), adus din fața Școlii primare de băieți numărul 1 "Marchian", care să amintească că odinioară fusese loc de refugiu al lui Mihai Eminescu, în timpul șederii sale la Botoșani (aprilie 1887-aprilie 1888).
De-a lungul istoriei, grădina publică a orașului a fost loc de promenadă pentru diferite trupe de teatru ori de orchestră, cu nume mari precum Matei Millo (1885), diverse concerte ale unității militare locale- Regimentul 16 Dorobanți (1889), profesorul Vasile Negruț din Iași reprezentații de gimnastică și tir (1891), trupa dramatică "Mărculescu" din București (1901), etc. Trebuie accentuat faptul că acest parc a fost unul dintre punctele esențial culturale ale orașului, și care și-a păstrat același rol și rost și acum.
În partea centrală a acestuia se găsește un lac artificial cu 2 poduri iar pe aleele principale se găsesc statui cu busturile principalilor oameni de cultură botoșăneni.
Parcul păstrează câțiva arbori contemporani cu Mihai Eminescu, care în ultima parte a vieții sale și-a petrecut timpul aici. Parcul păstrează lacul artificial pe care se pot face plimbări cu barca, iar in chioșcul din mijlocul parcului de sărbători, cânta fanfara militară..  
Gala Galaction în 1922 a vizitat parcul și a scris câteva pagini: 
| “ | „Așa se numește grădina publică din acest oraș. Cândva, de mult, trecusem pe lângă ea, într-un amurg de toamnă. Dar amintirea se risipise, lăsându-mi numai un chioșc și împrejur câteva pete galbene. De data aceasta, am ajuns în Botoșani în luna mai. M-am găsit într-o lume liniștită, fără de răcnetele vânzătorilor bucureșteni, fără de automobile și fără de îmbulzeala de la răspântii. Cine intră în acest oraș, aducând cu sine oricât de puțină istorie literară românească și aminitrea câtorva poezii iubite în tinerețe, se simte tainic învăluit de umbra poeziei lui Eminescu. Iluziune sau adevăr, ți se pare că între înfățișarea tihnită, ușor pustie și patriarhală a acestui colț de lume, și mirajul rechemării eminesciene există o netăgăduită legătură. Câte o casă veche, boierească, pierdută printre arborii vechi și bălării virgine, câte o potecă ascunsă, mai încolo, într-o dumbravă de liliac, câte un zaplaz îmbătrânit și prididit de crengi… răscolesc amintirea (…) Un prieten îmi spune că, în apropiere, pe locul unde se ridică azi nu știu ce local oficial, stătea căsuța în care Eminescu, prin anul 1887, cu capul pustiu și detunat, încremenea lângă soră-sa, paralitică, Enrieta. Și desigur că acesta e drumul pe care-l bătea și el, urcând, câteodată, la grădina Vârnav.” | ” |
| — Gala Galaction, „În Grădina Vârnav din Botoșani” în Oameni și gânduri din veacul meu, București, Editura de Stat pentru Literatură și Artă , 1955, p. 69-72. | |   |